# 中间马克思主义
在马克思主义运动中，“中间主义”（又译“中派”）一词具有特殊含义，指的是介于革命和改良之间的立场，即中间马克思主义（英語：Centrist Marxism）。例如，德国独立社会民主党和英国独立工党都被视为中间主义者，因为它们的立场在通过改良实现社会主义或通过革命实现社会主义之间摇摆不定。属于所谓“第二半国际”（社会党国际工人联合会）和“第三半国际”（国际革命马克思主义中心）的政党在这个意义上也是中间主义的典型代表，这些政党在社会民主主义的伯尔尼国际的改良主义和共产主义的第三国际的革命政治之间难以抉择，包括西班牙马克思主义统一工人党和锡安工人党。
对于托洛茨基主义者和其他革命马克思主义者来说，“中间主义”一词带有贬义。他们通常将中间主义描述为机会主义，因为它主张未来某个时刻进行革命，但在此期间却主张改良主义实践。例如，英国共产主义联盟将独立工党描述为一个中间主义组织，因而“在政治上没有定型，对革命运动面临的问题缺乏明确的政治立场”；英国托派领导人泰德·格兰特称独立工党为“典型的混乱中间主义者”；英国社会主义工人党的杂志则将独立工党描述为“一个中间主义组织，其革命言辞与其改良主义实践不一致”。一篇关于独立工党的博士论文总结了这种托洛茨基主义观点：“独立工党继续被这些作者用托洛茨基对独立工党的定义来描述，即一个中间主义政党，一个试图在‘马克思主义和改良主义’之间站立的政党”。